# Bituima
Bituima là một khu tự quản thuộc tỉnh Cundinamarca, Colombia. Thủ phủ của khu tự quản Bituima đóng tại Bituima Khu tự quản Bituima có diện tích ki lô mét vuông. Đến thời điểm ngày 28 tháng 5 năm 2005, khu tự quản Bituima có dân số 2932 người.